# Самооборона СС «Данциг»

Флаг данцигских СС

SS Heimwehr Danzig (Отряд самообороны СС «Данциг») было подразделением СС, созданным в Вольном городе Данциг (ныне Гданьск, Польша) перед Второй мировой войной. Подразделение сражалось вместе с немецкой армией против польской во время вторжения в Польшу. После польской кампании данцигские СС вошли в состав 3-й танковой дивизии СС «Мёртвая голова» и прекратили свое существование как самостоятельное подразделение.
Также был известен как Heimwehr Danzig («Домашняя оборона Данцига)», отряд был официально создан 20 июня 1939 года, когда сенат Данцига под руководством Альберта Форстера решил создать собственные вооруженные силы, в это подразделение так же были включены члены данцигского специального отряда СС «Эйманн» (Wachsturmbann «Eimann»)

## История
Создание подразделения поддержал Рейхсфюрер СС Генрих Гиммлер. Он отправил в Данциг оберштурмбаннфюрера СС Ганса-Фридемана Гетце. Гетце являлся командиром третьего пехотного полка, сформированного в октябре 1938 года в Берлине-Адлерсхофе и штурмбаннфюрером 4-го штандарта СС «Остмарк». СС в Гданьске были усилены «противотанковой учебной штурмовой ротой СС-Тотенкопфштандарт», а также ещё примерно 500 человек были добровольцами. Эти добровольцы, которые записались в новое подразделение под названием Штурмбанн СС «Гетце», были родом из Данцига. В Данциге эсэсовцы были в основном членами вахштурмбана СС «Эйманн».
После того как рано утром 1 сентября 1939 года немецкие войска вторглись на территорию Польши, СС Данцига численностью 1550 человек начали битву за польское почтовое отделение в Данциге — событие, которому Гюнтер Грасс посвящает главу своего романа «Жестяной барабан». Во время атак немецкие войска использовали броневики ADGZ, 75-мм и 105-мм артиллерию и огнеметы против польских войск, вооруженных пистолетами, винтовками, ручными пулеметами и гранатами.
Также участвовали в нападении на Гданьский Вестерплатте, а затем несли службу береговой охраны в Данциге. 29 сентября 1939 года части СС были переброшены в Дахау и спустя день, 30 сентября распущены, будучи включены в недавно сформированную дивизию СС «Мёртвая голова» под командованием Теодора Эйке, сформировав кадровый состав её артиллерийского полка.

## Почетный знак члена Данцигских СС
Это награда была учреждена в 1939 году нацистской партией и за время существования врученная более чем 1550 лицам.
На награде изображен полковой флаг СС; красный флаг со свастикой в серебряной оправе с черным Андреевским крестом, а в центре изображена подвешенная свастика, а также символы СС и части городского герба Данцига. Оборотная сторона значка гладкая, с припаянной и закрученной на конце иглой, а также обозначением производителя: STUMPFU. SOHN DANZIG.

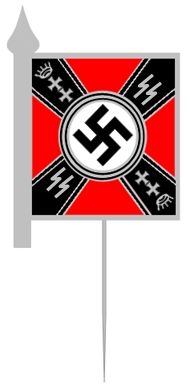
Почетный знак данцигских СС

Знак члена СС Данцига, как и остальные награды нацистской партии в ФРГ, считается антиконституционным средством пропаганды. Их изготовление, публичное ношение или распространение запрещено